# 巴马瑶族自治县
巴马瑶族自治县是中国广西壮族自治区河池市所辖的一个自治县，总面积1971平方公里。 2015年总人口为29.9万，縣內共有100位超過一百歲的老人，是世界五大长寿之乡之一。盤陽河流經县境內。自治县人民政府駐巴马镇新建路368号。

## 历史
现巴马县辖地宋属芝山、都黎、思阳等羁縻县；元属文州庆远路；明置岜马、甲篆、万冈等土巡检司。
光绪元年（1875年），田州改土归流，设置恩隆县，巴马境地原属土田州的上隆、下隆、篆里一、二、三都（今那桃乡）划归恩隆县管辖，恩隆县治设于燕洞圩（光绪五年县治迁至平马圩）；余下的篆里四都（今巴马）、龙篆三里（今甲篆）归百色同知，同属百色直隶厅。
1934年冬至1935年初，国民党广西省当局，以“开化边民，施政便利”为由，设立万冈县，县治在定巴乡巴马圩；辖境系原凤山县的盘阳、凤凰乡，百色县的定马、月篆、所略、百羌乡，田东县的巴品、仁德、燕乐、洪都、羌桂、灵歧、凤桥、鹅桥、罗贤等乡；1935年6月，增辖原凤山县的福邦乡。1949年12月解放军攻占万冈县。
1953年4月23日，政务院批准，裁撤万冈县。裁撤后，月篆、所略、福邦归凤山县管辖；凤桥、鹅桥、百羌归田阳县管辖；西山、盘阳、定马、凤凰归东兰县管辖；罗贤、仁德、巴品、羌桂、灵歧、洪都、燕乐归田东县管辖。

## 区划
截止2016年，巴马瑶族自治县辖3个镇、7个乡：
巴马镇、甲篆镇、燕洞镇、那社乡、所略乡、西山乡、东山乡、凤凰乡、百林乡和那桃乡。

## 人口
2015年人口29.91万，少数民族26万人，占总人口的86.9%，其中瑶族人口5.3万，占总人口的17.7%。县内主体民族有瑶、壮、汉、仫佬、毛南、回、水等12个。
根據第七次人口普查數據，截至2020年11月1日零時，巴馬瑤族自治縣常住人口為236152人。

## 长寿之乡
巴马县居民以长寿闻名，截止2015年末县内共有3470位80-89周岁老人，726位90-99周岁老人，94位100-109周岁老人和6位110岁以上老人。100周岁以上老人合计有100人，寿星比例为34.48人/10万人，是世界长寿之乡认定标准的3.31倍，位居世界五大长寿乡之首。
有上万外地老人来到巴马县甲篆镇坡月村的百魔洞养老、养生。

## 交通
- 汕昆高速、 贺西高速、 243国道、 323国道、 355国道过境。

## 特产
巴马香猪、巴马火麻：中国地理标志产品。